# سیارک ۱۸۷۲۸۳
سیارک ۱۸۷۲۸۳ (به انگلیسی: 187283 Jeffhopkins، نامگذاری:2005TC66)۱۸۷۲۸۳مین سیارک کشف شده‌است که در ۰۳ اکتبر ۲۰۰۵ کشف شد.